# Cheiracanthium wiehlei
Cheiracanthium wiehlei is een spinnensoort uit de familie Cheiracanthiidae.
De wetenschappelijke naam van de soort werd in 1967 gepubliceerd door Pater Chrysanthus.